# Bernardo Bellotto
Bernardo Bellotto (Veneza, 30 de janeiro de 1721 — Varsóvia, 17 de novembro de 1780) foi um pintor veneziano, renomado por suas paisagens urbanas da Península Itálica. Também é conhecido pelo pseudônimo de seu tio, "Canaletto".
Para além das pinturas da Itália, também retratou a Alemanha e a Áustria e, assim como Marcello Bacciarelli, esteve entre os pintores italianos contratados por Estanislau II da Polônia para servir à corte.
Depois de 1945 as suas pinturas da capital polonesa tornaram-se referência para reconstruir a cidade face à destruição causada pela Segunda Guerra Mundial.

## Galeria

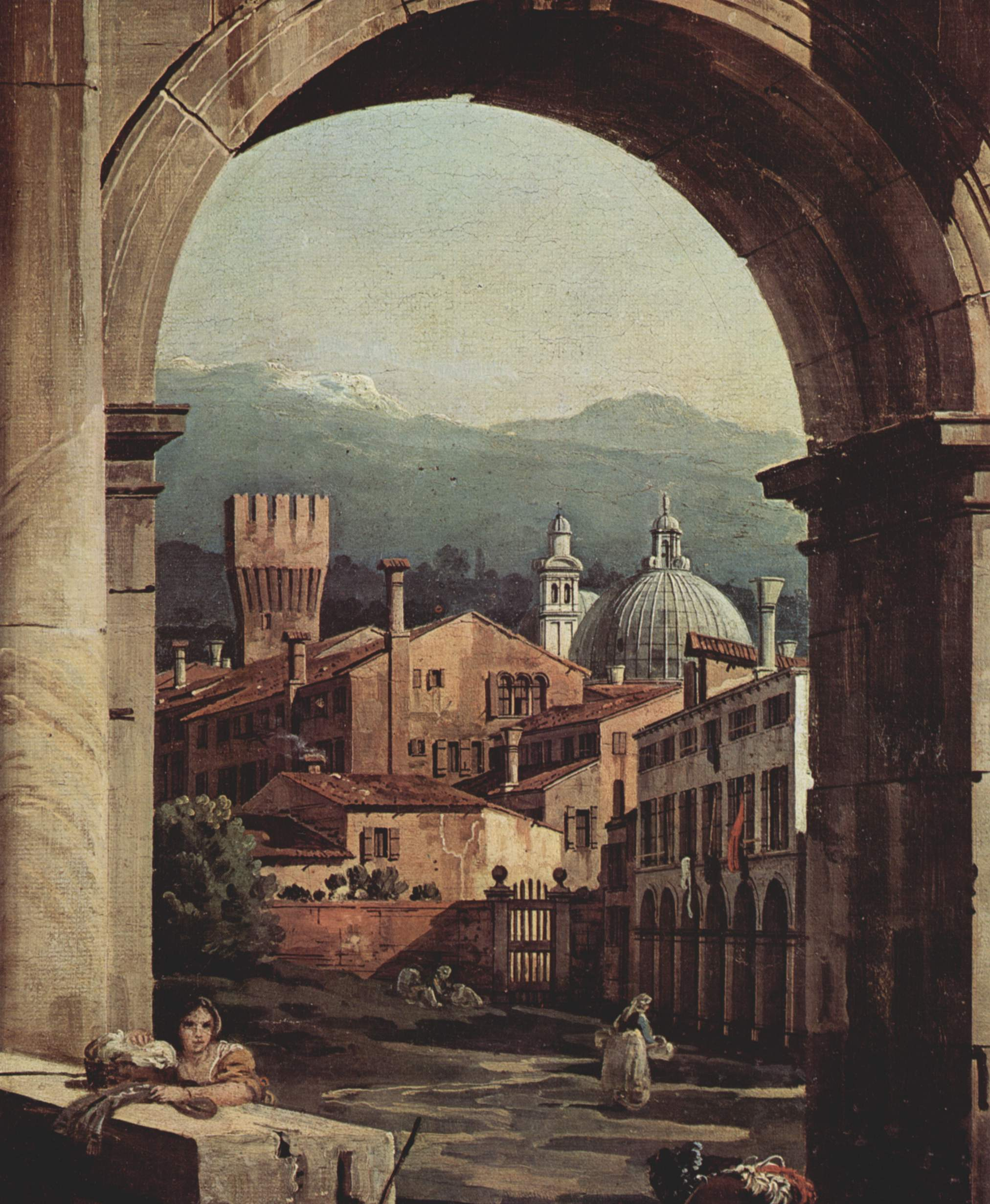
Capriccio Romano
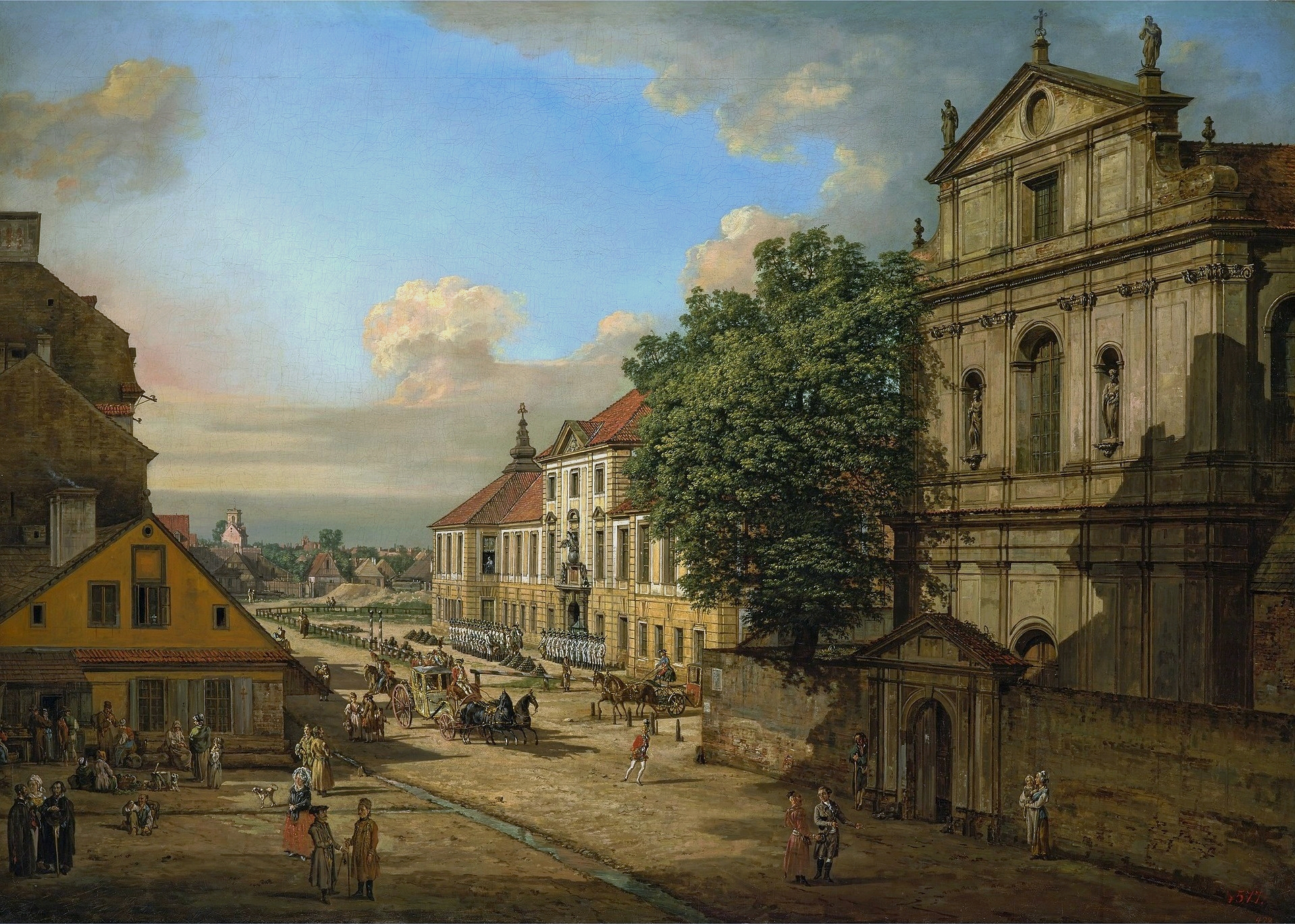
Varsóvia
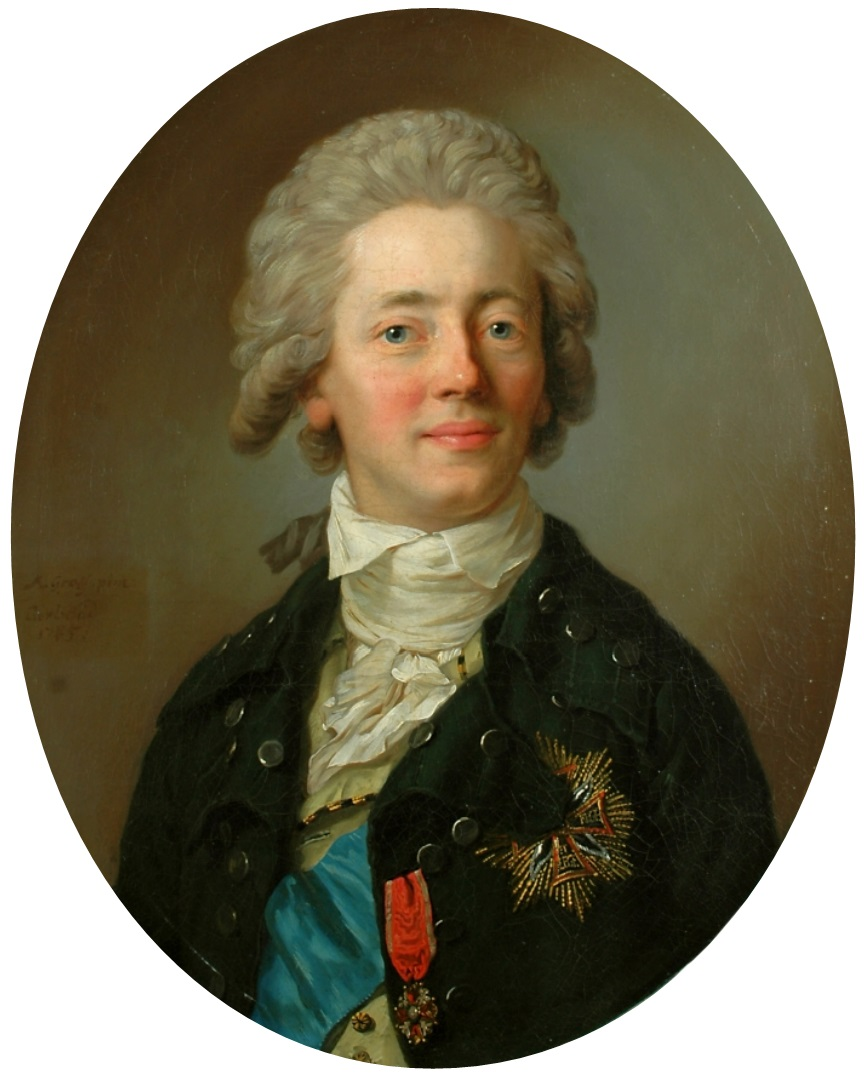
Stanisław Kostka Potocki

## Ver Também
- Rococó na Itália
- Pintura da Itália
- História da Pintura
- Pintura do Rococó
- Rococó